# Magistri Comacini

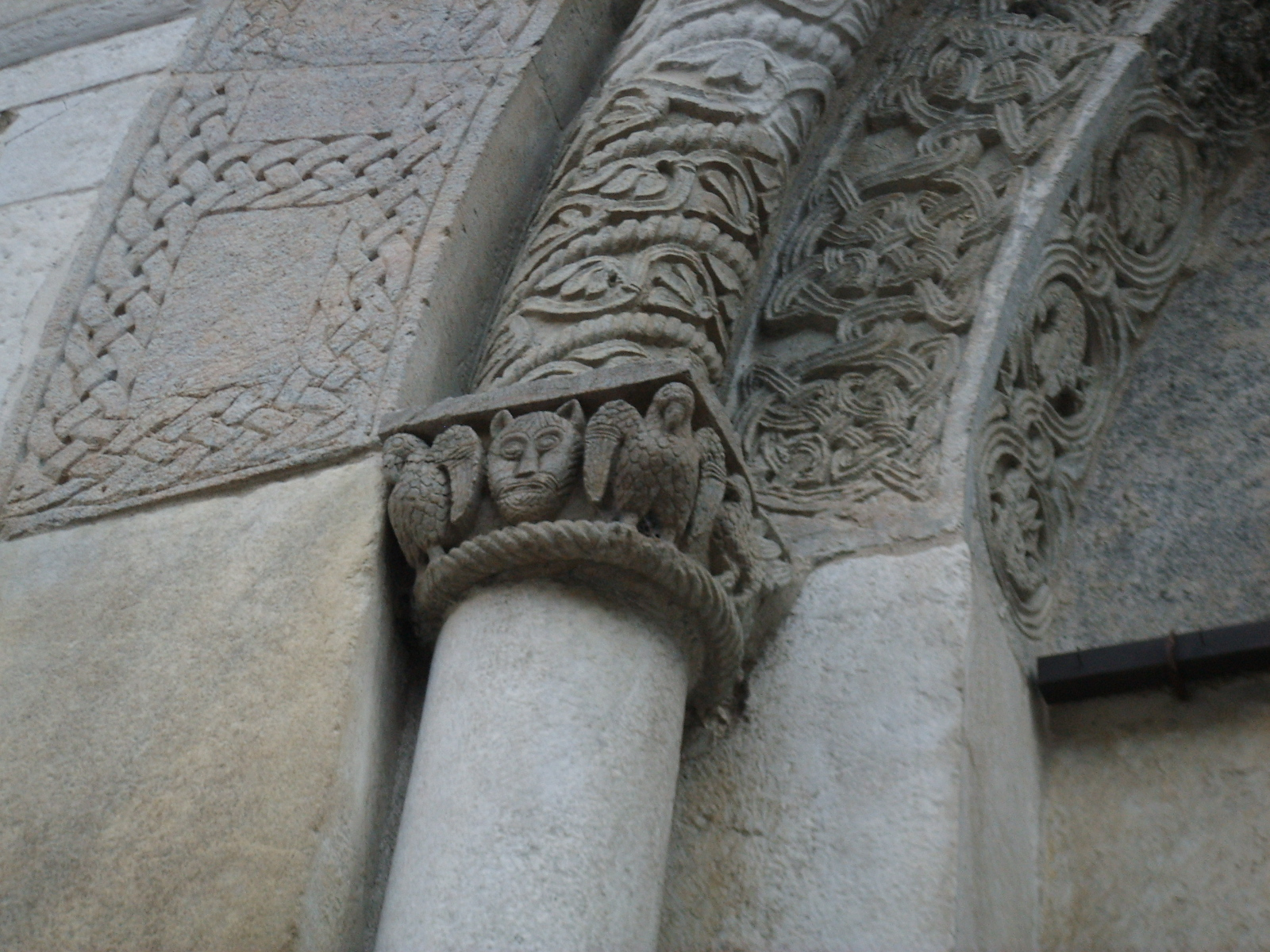
Detail hlavního portálu průčelí baziliky Sant'Abbondio v Como.

Magistri Comacini byl cech langobardských stavebních řemeslníků, kameníků, štukatérů, umělců a architektů, kteří působili od sedmého století v regionu Como u Comského jezera - mezi provincií Como a kantonem Ticino - a obecně v celé Lombardii. Měli mimořádnou umělecko-řemeslnou zručnost a jako migrující řemeslníci dostávali zakázky i ve vzdálenějších oblastech severní Itálie nebo dokonce severně od Alp.

## Pojmenování
Označení “comacini” se odvozovalo jako adjektivum z Como, domova těchto cechů. Na začátku 20. století však profesor Monneret de Villard tuto etymologii odmítl. Argumentovat tím, že adjektivum odvozené z Como je “comasco” nebo “komense” a preferoval etymologii odvozením z “cum machinis” nebo “cum macinis”, to jest odkazovat se na něco (lešení a pomůcky, které tito řemeslníci při stavbě používali). Někteří autoři preferují geografickou etymologii, zatímco jiní teorii Uga Monnereta de Villard. 

## Historie
První zmínka o Magister Commacinus je v ediktu langobardského krále Rothariho z 22. listopadu 643. Upravuje v kapitolách 144 a 145 povinnosti mezi cechem a klientem pro případ nehod a škod vzniklých během výstavby. Rovněž označuje členy cechu jako kolegy. Také v nařízení langobardského práva (Memoratorium de mercedes Comacinorum - kniha plateb Comacin) z 28. února 713 v ediktu krále Liutpranda (712-744), byly stanoveny ceny jednotlivých řemesel a ceny jejich stravování. Pozornost, kterou Magistrům Comacini věnuje langobardské právo, svědčí o velkém významu, který získali svou technickou a uměleckou dovedností. Až do 12. století byli vyhledáváni a ceněni jako vynikající kameníci a mistři stavitelé daleko za hranicemi Lombardie. V langobardském království (568-774) se vyvinul vlastní architektonický styl, který kombinoval římskou architekturu s germánskými představami. Spojoval typické ornamenty Lombardie se severskými figurami bohů.
Členy cechu byli také dekoratéři a sochaři, kteří patřili mezi první mistry románského slohu v Lombardii. Tito sochaři se hodně přesunovali a jejich práce jsou dokumentovány od počátku 9. století v Předalpí, a v Pádské nížině, v kantonu Ticino, v Laziu, v Marche a v Umbrii. Někteří z nich pracovali v Německu, Dánsku a Švédsku.
Mezi nejlepší díla této školy patří vnější výzdoba baziliky Sant'Abbondio v Comu, nebo kůr baziliky San Fedele, také v Comu, se zvířecími postavami, monstry (příšery, obludy, nestvůry), bájnými tvory atd. Lidské postavy jsou vzácné a charakterizované zavalitým a nerealistickým vzhledem. Větší mistrovství je patrné při zobrazování postav zvířat a složitých rostlin. To mohlo být způsobeno skutečnosti, že umělci měli pro svou práci k dispozici modely. Reliéf je plochý a stylizovaný, je vytvořené jasné oddělení od pozadí a vznikl efekt šerosvitu.
Comacini se stěhovali v 11. až 13. století do Maďarska, Anglie a Švédska. Toto stěhování bývá spojováno s úctíváním biskupa Zena z Verony, a následovánim jeho cest. Cechy mistrů z Como byly také předobrazem a příkladem pro pozdější družstva kameníků ve středověku.
Mezi lety 1050 a 1150 se podíleli na stavbách mnoha budov mimo Itálii. V Německu to byly románské dómy ve Freisingu, Königslutteru, Mohuči, Quedlinburgu, Řezně (Regensburg) a Špýru, kostely ve Straubingu, Schongau a Augsburgu. V Rakousku kostely Millstatt (1080), Gurk (1140 ), ve 12. století kostely Nonnberg, Michelbeuren a roku 1250 Kremsmünster. Ve Švýcarsku dómy v Basileji, Churu a Curychu. Písemný záznam o díle Comainů je znám ze sporu o mzdu s řezenským duchovním. Další důkaz o jejich práci je používání délkové míry 43,6 cm, která se jmenovala podle krále Liutpranda jako piede Liprando.